# The Sims 4: Vita universitaria
The Sims 4: Vita Universitaria (The Sims 4: Discover University) è un’espansione per il videogioco di simulazione di vita The Sims 4, è realizzata da EA e disponibile per computer, PlayStation 4 e Xbox One.
L'espansione include un nuovo ambiente chiamato Britechester in cui sono collocate due diverse università: Foxbury, che si presenta con un ambiente moderno, e Britechester, con un ambiente più tradizionale. L'ambiente include inoltre un pub, una biblioteca e diverse residenze per studenti universitari.
Nel complesso è molto simile all'espansione Vita universitaria di The Sims 3, con l'aggiunta di 3 nuove lauree: ingegneria, diritto e istruzione.

## Modalità di gioco
I sim possono intraprendere diversi corsi di laurea (più se ne frequentano e maggiori sono le tasse scolastiche) i quali servono ad avere accesso a livelli più alti delle carriere e ad avere paghe più alte. Ci sono alcune lievi variazioni ma, come regola generale, una laurea ordinaria senza lode consente al laureato di iniziare una carriera intorno al livello 6; una laurea ordinaria con lode o una laurea distinta senza lode consentono di iniziare intorno al livello 7; una laurea distinta con lode offre ai sim la migliore opportunità, consentendo di saltare direttamente al livello 8. Oltre a questo si può godere di bonus di partenza e maggior numero di ferie.
Per ottenere dei buoni voti non basta frequentare le lezioni obbligatorie ma bisogna anche studiare, frequentare nel modo giusto le lezioni, scrivere saggi o tesine in modo che le presentazioni o gli esami finali siano influenzati positivamente. 
È possibile tenere d’occhio l'avanzamento scolastico chiedendo direttamente informazioni ai professori, dal computer o dal nostro cellulare. In caso di brutti voti il sim viene sospeso. Quando ciò accade, il suo umore viene influenzato negativamente e occorre aspettare circa una settimana per poter nuovamente presentare domanda all'università.

### Iscrizione all'Università
Una volta che il proprio sim è diventato un giovane adulto (o manca una settimana al raggiungimento di tale obiettivo) si può inviare la richiesta di iscrizione all'università (pagando 75 simoleon) tramite la casella postale o computer e attendere una risposta da parte degli istituti.
L'accettazione è quasi sempre garantita per i corsi base. Ogni istituto, oltre ai corsi base, ne ha però diversi chiamati “lauree illustri” ai quali si può accedere solo dopo aver sviluppato delle specifiche abilità. Nel caso il sim venga rifiutato la lettera non includerà alcuna istruzione specifica, ma consiglierà solo in termini vaghi di accettare un posto in una laurea "non distinta", oppure di lavorare sulle proprie capacità e riprovare.
Un altro elemento da considerare per essere sicuri di essere accettati è ricevere buoni voti quando il sim è ancora adolescente e frequenta le scuole superiori, dato che uno studente con voto finale A ha più probabilità di accesso di un sim diplomato con C o un voto inferiore.
Per evitare che il sim venga colpito dal Mood Indistinto a causa della mancata accettazione alla facoltà (che aumenterà lo stato emotivo Triste), bisogna essere certi che soddisfi i criteri per l'ammissione su almeno un titolo di studio distinto prima di iscriversi all'università.
Per iniziare si possono migliorare le competenze di base associate alla laurea scelta: per esempio per la laurea di Arti Culinarie sarà indispensabile avere un buon livello di abilità Cucina.

### Facoltà
| Nome                 | Versione illustre | Abilità associate                       | Sbocchi professionali |
| -------------------- | ----------------- | --------------------------------------- | --- |
| Arti culinarie       | Britechester      | cucina                                  | Chef (cuoco); Critico gastronomico (cuoco). |
| Arti drammatiche     | Britechester      | comicità, carisma, forma fisica         | Attore, Comico (Intrattenitore), Personalità di internet (Social media) |
| Belle arti           | Britechester      | Pittura, Fotografia, Violino            | Artigiano freelance, Artista freelance, Fotografo di moda freelance, Maestro del vero (Pittore), Musicista (Intrattenitore), Progettista floreale (Giardiniere), Stilista (Influencer di stili) |
| Biologia             | Foxbury           | Logica, Giardinaggio, Forma fisica      | Biologo marino (Ambientalista), Botanico (Giardiniere), Culturista (Atleta), Medico |
| Comunicazione        | Britechester      | Logica, Scrittura, Carisma              | Direttore gestionale (Uomo d'affari), Eventi di beneficenza (Politico), Giornalista (Scrittore), Pubbliche relazioni (Social media), Urbanista (Progettista civile)                             |
| Economia             | Foxbury           | Ricerca e dibattito, Logica, Carisma    | Amministratore (Istruzione), Investitore (Uomo d'affari), Responsabile ambientale (Ambientalista)                                                                                               |
| Fisica               | Foxbury           | Missilistica, Robotica, Manualità       | Ingegnere meccanico (Ingegnere), Ranger spaziale (Astronauta), Scienziato, Tecnico ambientalista (Progettista civile)                                                                           |
| Informatica          | Foxbury           | Programmazione, Robotica                | Imprenditore di startup (Guru tecnologico), Ingegnere informatico (Ingegnere), Oracolo (Criminale)                                                                                              |
| Lingua e Letteratura | Britechester      | Ricerca e dibattito, Scrittura, Carisma | Autore (Scrittore), Procuratore privato (Legge), Scrittore freelance |
| Malvagità            | Foxbury           | Malizia, Logica, Forma fisica           | Boss (Criminale), Agente criminale (Agente segreto), Trafficante interstellare (Astronauta) |
| Psicologia           | Foxbury           | Ricerca e dibattito, Logica, Carisma    | Agente diamante (Agente segreto), Agente in incognito (Esercito), Detective, istruzione (professore)                                                                                            |
| Storia               | Britechester      | Ricerca e dibattito,Logica, Carisma     | Giudice (Legge), Politico (Politico), Ufficiale (Esercito) |
| Storia dell'Arte     | Britechester      | Pittura, Scrittura, Carisma             | reatore di tendenze (Influencer di stili), Critico d'arte (Critico), Mecenate (Pittore) |

È possibile cambiare corso di laurea, ma solo dopo aver almeno completato un trimestre del corso iniziale e accettando una perdita di progresso. Per eseguire il cambio è possibile usare un computer, un telefono o una casella postale.

### Borse di studio
Per ogni sessione svolta c'è anche la possibilità di ricevere delle borse di studio, con le quali si possono, alle volte, ricoprire il costo delle tasse universitarie. 
Ricevere borse di studio comporta uno stato umorale Felice per il nostro personaggio.

### Modalità crea un sim
Oltre alle funzionalità introdotte da questa espansione, che includono nuovi abiti e oggetti a tema universitario, i giocatori possono creare sim attraverso una storia, rispondendo a domande poste dal gioco sulla vita e il carattere del personaggio in modo che venga creato con aspirazioni, tratti, abilità e carriera elaborati in base alle risposte.
Questo aiuta il giocatore ad evitare che i sim abbiano caratteristiche troppo simili ad altri.

### Abbigliamento
I tipi di abbigliamento introdotti rispecchiano stili di abbigliamento tipici dell'età: jeans larghi, felpe, top a pancia scoperta, cappellini e piercing, per un totale di 125 pezzi di vestiario (più 175 pezzi della modalità "costruisci").

### Mezzi di trasporto
Un'altra novità inserita in questo DLC sono i mezzi di trasporto. Al posto di moto o macchine (come invece era possibile in The Sims 3) in questa nuova espansione vengono utilizzate le biciclette stile anni settanta che permettono ai sim di spostarsi ovunque essi vogliano e in modo ecologico.

## Accoglienza
Il sito Gamereactor assegna all'espansione un voto di 8 su 10. In particolare, sono state apprezzate la possibilità di creare un piano di studio in autonomia e la presenza di edifici universitari molto curati nell'aspetto e di abiti e oggetti adatti alla situazione.
Un limite è considerato l'impossibilità di muoversi liberamente a piedi per la mappa e seguire i Sims alle lezioni.